# Thomas P. G. Cholmondeley
Thomas Patrick Gilbert Cholmondeley (* 19. Juni 1968 in Nairobi, Kenia; † 17. August 2016 ebenda) war ein britischer Adliger, der auf den ausgedehnten Ländereien seiner Familie in Kenia arbeitete. In Kenia erschoss er 2005 und 2006 zwei Menschen. Die Mordanklage im ersten Fall wurde fallen gelassen; im zweiten Fall wurde Cholmondeley des Totschlags für schuldig befunden und zu acht Monaten Gefängnis verurteilt.

## Biografie
Thomas „Tom“ Cholmondeley war ein Urenkel von Hugh Cholmondeley, 3. Baron Delamere (1870–1931), einem der ersten und einflussreichsten britischen Siedler in Kenia. Er war der einzige Sohn von Hugh Cholmondeley, 5. Baron Delamere, und dessen Frau Anne, geborene Renison. Somit war Thomas Cholmondeley Anwärter auf den Titel des 6. Baron Delamere. Seine Familie gehört zu den reichsten Großgrundbesitzern in Kenia, wo er auch geboren wurde. Er besuchte das Eton College und studierte am Royal Agricultural College in Cirencester.
Er kehrte nach Kenia zurück und arbeitete im landwirtschaftlichen Familienbetrieb. Er setzte zahlreiche Projekte erfolgreich um, darunter der Aufbau einer Tourismusinfrastruktur und die Einrichtung von Bewässerungsanlagen.
Neben seiner beruflichen Tätigkeit liebte Thomas Cholmondeley Sport, Abenteuer und Reisen. Auf dem Weg zu einem Gleitschirmflug wurde er 1997 von einem Kaffernbüffel angegriffen, der sein Bein durchbohrte, wovon eine große Narbe zurückblieb. Im Krankenhaus lernte er Dr. Sally Brewerton von Ärzte ohne Grenzen kennen. Die beiden heirateten ein Jahr später (1998) und bekamen zwei Söhne, Hugh (* 1998) und Henry (* 2000).
Am 19. April 2005 erschoss Cholmondeley den Wildhüter Samson ole Sisina, der verdeckt für den Kenya Wildlife Service arbeitete. Cholmondeley war von seinen Arbeitern gerufen worden, weil sie einen Raubüberfall vermuteten. Cholmondeley berief sich auf Notwehr, da der Ranger zuerst und ohne Vorwarnung geschossen habe. Das Strafverfahren wurde eingestellt, was in Kenia heftig kritisiert wurde.
Am 10. Mai 2006 wurde Thomas Cholmondeley erneut verhaftet, nachdem er Robert Njoya Mbugua von der Volksgruppe der Kikuyu erschossen hatte, der mit anderen auf dem Besitz der Cholmondeleys gewildert hatte. Cholmondeley erklärte, er habe auf die Hunde der Wilderer geschossen, was von den Gefährten des Toten bestritten wurde. Unbestritten war, dass Cholmondeley Erste Hilfe leistete und den Angeschossenen in ein Krankenhaus bringen ließ, wo er dann starb. Zur Komplexität des Falles trug bei, dass möglicherweise auch der Begleiter von Cholmondeley geschossen hatte.
Der Prozess begann am 25. September 2006. Im März 2009 befanden Schöffen Cholmondeley nicht schuldig. Der Richter sprach Cholmondeley vom Vorwurf des Mordes frei, jedoch des Totschlags schuldig. Cholmondeley wurde zu weiteren acht Monaten Gefängnis verurteilt – zusätzlich zu den bereits verbüßten fast drei Haftjahren. Nach fünf Monaten wurde er wegen guter Führung entlassen.
2010 wurde Cholmondeleys Ehe geschieden; seine Frau hatte sich nach dem ersten Todesfall von ihm getrennt. Thomas Cholmondeley starb am 17. August 2016 im Alter von 48 Jahren durch Herzstillstand nach einer Hüftoperation. Da er vor seinem Vater starb, ging der Anspruch auf den Titel Baron Delamere auf seinen ältesten Sohn Hugh über.